# Aeropuerto Eduardo Falla Solano
El Aeropuerto Nacional Eduardo Falla Solano (IATA: SVI, OACI: SKSV) es un aeropuerto de Colombia que sirve a la ciudad de San Vicente del Caguán, Caquetá. El aeropuerto recibe vuelos de la aerolínea estatal Satena, la única que llega a este terminal en operaciones comerciales desde y hacia Florencia y otras poblaciones de la Amazonia. En este aeródromo también operan vuelos militares y de policía.

## Aerolíneas y destinos
| Destinos por aerolínea | Destinos por aerolínea                                                                                               | Destinos por aerolínea | Destinos por aerolínea |
| Aerolíneas             | Ciudades | Aeronaves              |                        |
| ---------------------- | --- | ---------------------- | ---------------------- |
| Satena 4 destinos      | - Araracuara / Aeropuerto de Araracuara - Bogotá / Terminal Puente Aéreo - Florencia / Aeropuerto Gustavo Artunduaga | Y12                    |                        |

### Aerolíneas que cesaron operación

#### Operativas
- LATAM Colombia
  - Bogotá / Aeropuerto Internacional El Dorado

#### Extintas
- Avianca Aerotaxi (Años 1950 a años 1970)[3]
  - Neiva / Aeropuerto Benito Salas
  - Florencia / Aeropuerto Gustavo Artunduaga
  - Puerto Rico / Aeropuerto de Puerto Rico
- Taxi Aéreo Opita - TAO (Años 1960 a 1974)[4]
  - Bogotá / Aeropuerto Internacional El Dorado
  - Neiva / Aeropuerto Benito Salas
  - Florencia / Aeropuerto Gustavo Artunduaga
  - Puerto Rico / Aeropuerto de Puerto Rico
- Aerotal (1974 a finales de años 1970)[5]
  - Bogotá / Aeropuerto Internacional El Dorado
  - Florencia / Aeropuerto Gustavo Artunduaga